# باشگاه فوتبال سنت آلبنز سیتی
باشگاه فوتبال سنت آلبنز سیتی (به انگلیسی: St. Albans City Football Club) یک باشگاه فوتبال در شهر سنت آلبنز، کشور انگلستان است که در سال ۱۹۰۸ میلادی تأسیس شده‌است.